# Galeon
Galeon（ガレオン）とはGTKを用いたウェブブラウザ。オープンソースで開発されており、レンダリングエンジンはGeckoを使用する。
Galeonプロジェクトの創始者は、Galeon 1.3のリリース後、開発の方向に対する考え方の違いから、Galeonプロジェクトを去って、より軽量、一般ユーザー向けのEpiphanyというブラウザ開発に移った。GNOMEの中では、Epiphanyは、初心者向け、Galeonは、パワーユーザー向けという位置づけであった。